# Slowakische Badminton-Mannschaftsmeisterschaft 2004
Die Slowakische Badminton-Mannschaftsmeisterschaft 2004 war die elfte Auflage der Teamtitelkämpfe in der Slowakei. Meister wurde BC Prešov.

## Endstand
| Platz | Team                    | Spiele | G U V  | Spielpunkte | Punkte |
| ----- | ----------------------- | ------ | ------ | ----------- | ------ |
| 1     | BC Prešov               | 10     | 8 2 0  | 59:21       | 18     |
| 2     | CEVA Trenčín            | 10     | 6 3 1  | 56:24       | 15     |
| 3     | BK ATU Košice           | 10     | 5 4 1  | 52:28       | 14     |
| 4     | TJ Lokomotíva Košice    | 10     | 3 1 6  | 34:46       | 7      |
|       |                         |        |        |             |        |
| 5     | BK MI Trenčín           | 10     | 4 3 3  | 46:34       | 11     |
| 6     | Spoje Bratislava        | 10     | 3 2 5  | 35:45       | 8      |
| 7     | BENNI Nitra             | 10     | 3 1 6  | 36:44       | 7      |
| 8     | ČERTi Gipsol Nové Zámky | 10     | 0 0 10 | 2:78        | 0      |